# Paranthrene simulans
Paranthrene simulans is een vlinder uit de familie wespvlinders (Sesiidae), onderfamilie Sesiinae.
Paranthrene simulans is voor het eerst wetenschappelijk beschreven door Grote in 1881. De soort komt voor in het Nearctisch gebieden het  Neotropisch gebied.